# Districte de Barwani
El districte de Barwani és una divisió administrativa de Madhya Pradesh amb capital a Barwani (ciutat).
La superfície és de 3.665 km² i la població d'1.081.039 habitants (2001). El districte està situat al sud-oest de l'estat i el riu Narbada en forma el límit nord mentre les muntanyes Satpura formen el sud.

## Història
El principat de Barwani va accedir a l'Índia el 1947 i es va incorporar a la unió de Madhya Bharat el 1948 formant part del districte de Nimar (el 1956 districte de West Nimar). Es va segregar per formar un nou districte el 25 de maig de 1998.

## Administració
Està format per dos divisions: Barwani i Sendhawa. Estan al seu torn dividides en sis tahsils:
- Barwani
- Sendhawa
- Pansemal
- Niwali
- Thikari
- Rajpur

Tanmateix hi ha set blocs de desenvolupament (blocks): Barwani, Pati, Sendhawa, Pansemal, Niwali, Thikari i Rajpur.
Al districte hi ha 417 panchayats i 646 pobles (576 pobles fiscal i 70 de jungla, dels primers 16 estan deshabitats). Les municipalitat són dues: Barwani i Sendhawa. A part aquestes dues les entitats principals són Anjad, Bawangaja (centre de peregrinació jainista), el fort de Bhawar Garh (Borgarh) i Beejasan.